# Силикаты (Девятовские каменоломни)
Девятовская каменоломня — комплекс заброшенных подземных выработок известняка (белого камня) в Подольском районе Подмосковья, в 1,9 км западнее станции Силикатная Курского направления ж.д. Период эксплуатации — конец 1880-х, по примерно 1896 г. Вход в каменоломни находится близ деревни  Девятское (отсюда название; второе "народное" название — «Силикаты» — по упомянутой ж/д станции  ). Сама система расположена в двухстах метрах от изгиба  р. Десна. Общая длина по топосъемке А.Парфенова (без Пятой системы) - 11450 м. С Пятой системой - 11870 м. Рабочий пласт известняка относится к подольскому горизонту московского яруса среднего отдела каменноугольной системы.

## История разработки
Девятовская каменоломня - одна из самых молодых по времени заложения из всех подмосковных каменоломен. В отличие от большинства других, "крестьянских" каменоломен, данная каменоломня представляла из себя масштабное производство с сотнями одновременно работающих наемных рабочих. Отведенный участок (300х300 саженей; 640х640 м) разрабатывался одновременно тремя хозяевами. Так, в книге Ю.Азанчеева (1894 г, на стр.99) читаем:
Отчет за 1890 год. В деревне Рыбино купцом Архиповым выделывается 450 аршин  мраморных ступеней и плит. Захаровым в дерене Девятское, мраморных ступеней 32.000 аршин, площадок 1100 аршин. Купцом Александровым у деревни Девятской 10.000 аршин мраморных плит 15.000 пудов цемента.
Третий купец не назван, его небольшая разработка ограничена Пятой системой. Здесь речь идет о кубических аршинах. Всего за 10 лет от начала эксплуатации до закрытия было изготовлено примерно 560 тыс. ступеней размером 160х45х15 см. и квадратной плитки для пола размером 60х60х8 см. Что составляет примерно 350-370 ступенек в день Вывоз блоков внутри каменоломни осуществлялся по железным рельсам или деревянным рельсам, обитым железной лентой (местами сохранились до нашего времени). Из каменоломни блоки поднимались вертикальным подъемным механизмом (сохранилась подъемная камера в Пятой системе). По поверхности, скорее всего была проложена узкоколейная ж.д. до окраин Подольска. Небольшая часть добытого известняка шла на изготовление цемента. После начала массового производства армированного бетона из портландцемента (для него годится более дешевый рыхлый известняк, который берут карьерами) надобность в производстве тесаных из известняка ступенек быстро сошла на нет и каменоломни закрылись. В 1940-х годах рядом с уже заброшенной каменоломней действовал небольшой карьер, который уничтожил небольшую часть привходовых штреков. После его закрытия оставались открытыми три входа (ныне они засыпаны).

## Современность
В 1960-х годах интерес к Девятовским каменоломням вырос благодаря развитию спелеологии и появлению "катакомбщиков" - завсегдатаев каменоломен. 80-е годы отмечены инцидентами между враждующими группами катакомбщиков. Нередкими были постановки "волоков" - опасное задымление штреков горящим тряпьем и даже горящими автомобильными покрышками. Один из таких инцидентов закончился тяжелым отравлением пострадавшего и уголовным наказанием виновного.
В 1993 г. карьер был частично засыпан в связи с запланированным строительством дачного поселка. Семь лет каменоломня была недоступна для посещения. Новый вход (ныне действующий) был прокопан в 1999 г. группой энтузиастов в борте карьера (В.Тютюнов (Министр) и др.). Им же был прокопан проход из основного объема в Пятую систему. В середине 2010-х гг карьер был окончательно засыпан, на его месте построен дачный поселок. Но энтузиасты успели поставить над входом бетонные кольца, через которые ныне и происходит заброска в систему.

## Достопримечательности
Каменоломня интересна частично сохранившимися следами времен разработки: серия надписей на стенах, помечавших закладку штреков - от 1890 до 1895; местами сохранились крепи, рельсы. В гроте Гробница и штреке Гробы можно посмотреть выпиленные, но не вывезенные блоки известняка. На стоянке Столы сохранились обработанные ступени (основная продукция производства). Там же выставлены железные артефакты. Интересные места для лазания: Лифт (вертикальное лазание), Зубы Дракона (узкий горизонтальный лаз), ракоход "8-е марта", Машинки (выставлены детские игрушки), Неглинка (проход в основной объем системы, по которому нужно ползти по глине), Метрополитен (сохранились рельсы). 

## Правила посещения
Категорически не рекомендуется посещать систему без проводника, если у вас нет подземного опыта. На входе обязательно записаться в журнале посещений. Обязательно наличие двух надежных налобных фонарей на каждого участника. Обязательно наличие карты системы с обозначенными маркерами на стенах. По надписям, цифрам на стенах и происходит ориентирование в системе. Температура в каменоломне около 8 градусов. Одежда должна быть не слишком теплой (не вспотеть), но и не слишком холодной. Перчатки обязательны, наколенники, каска желательны. Обувь на грязь, можно в сапогах.

## Известные топосъемки
- Прокофьев Игорь. Карта Городского Клуба Спелеологов (ГКС). Независимая топа. 1966-1968.
- Карта Московской Городской Спелеосекции (МГСС). Независимая топа. Учебная топосъемка. 60-е гг.
- Дьячков. Фрагмент вокруг Омеги. 1968.
- Макаренков Александр, Мальцев Владимир, Вятчин Андрей (группа SF). Независимая  топа. 1978 г. L=11700 м.
- Карта группы "Карст". Независимая  топа? До 1988 г.
- Неизвестный автор.  Глазомерная схема каменоломни Силикатная. До 1988.
- Карта Ветра (?). Схема. До 1993 г.
- Карта Кота Василия и Кадавра. Схема. До 1993 г.
- Автор неизвестен. Схема. До 1993 г.
- Автор неизвестен. Схема. Между до 1993 г.
- Парфенов Андрей (Маркшейдер). Независимая топа. 1988, 2001 г. 1:25000. L=11450 м. С досъемкой L= 11870 м.
- Аспирин. Навигация  для карты Маркшейдера. 1999.
- Дещаревский Алексей. Досъемка Пятой системы. 2000 г.
- Дегтярев А. Навигация для карты Маркшейдера и досъемка Пятой системы. 2000 г.

## Галерея

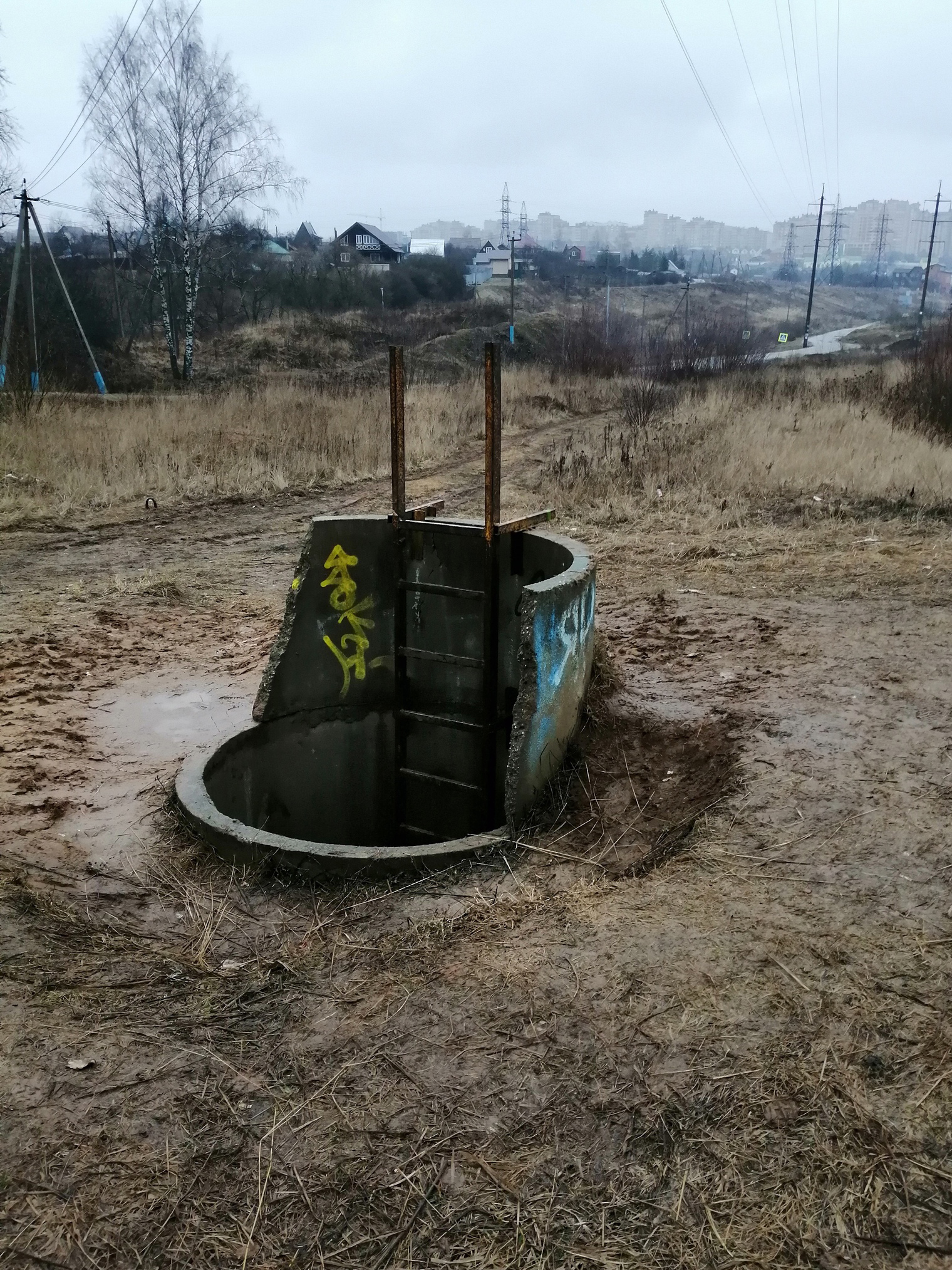
Спуск в каменоломни
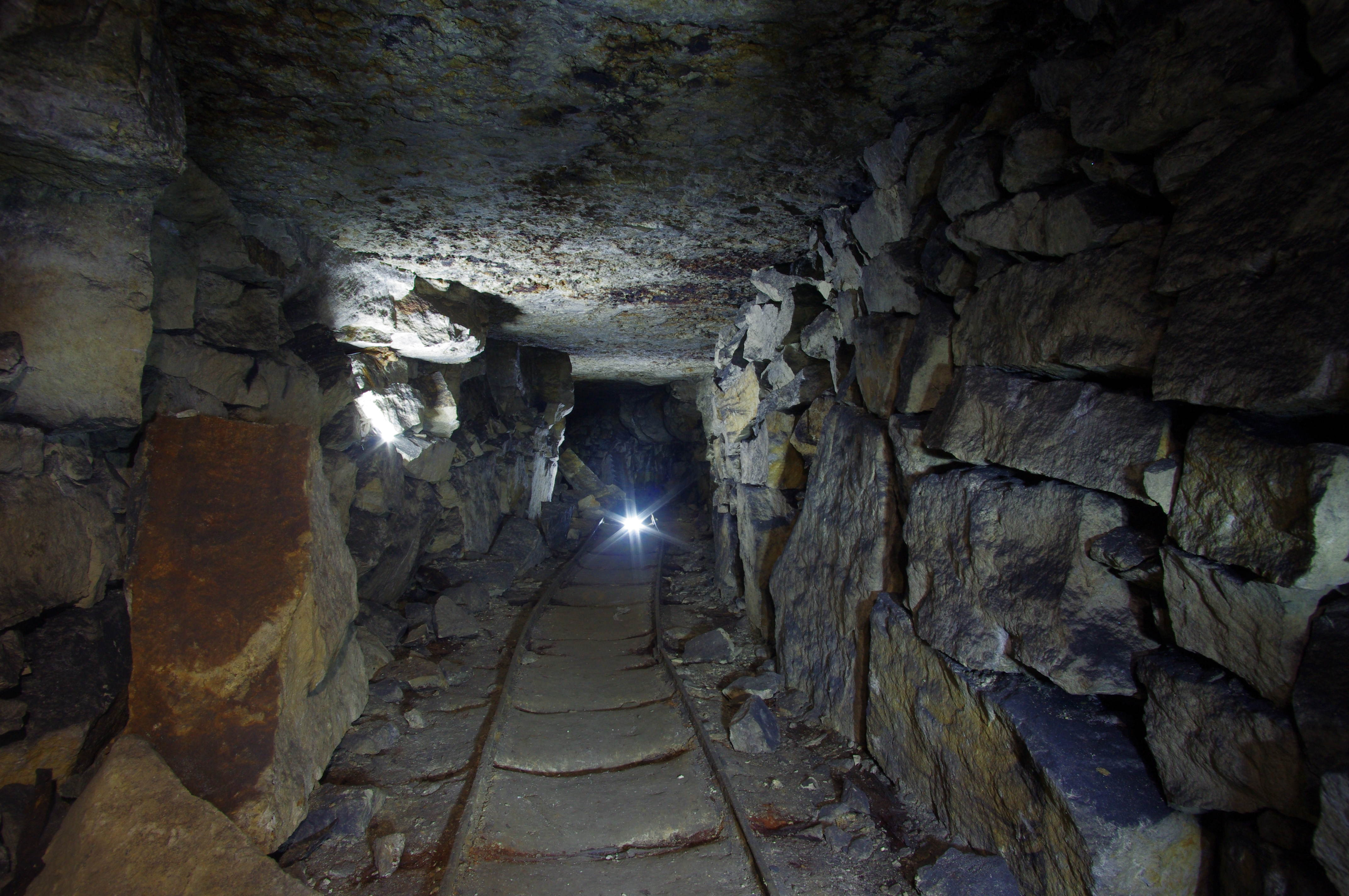
Штрек "Метрополитен"
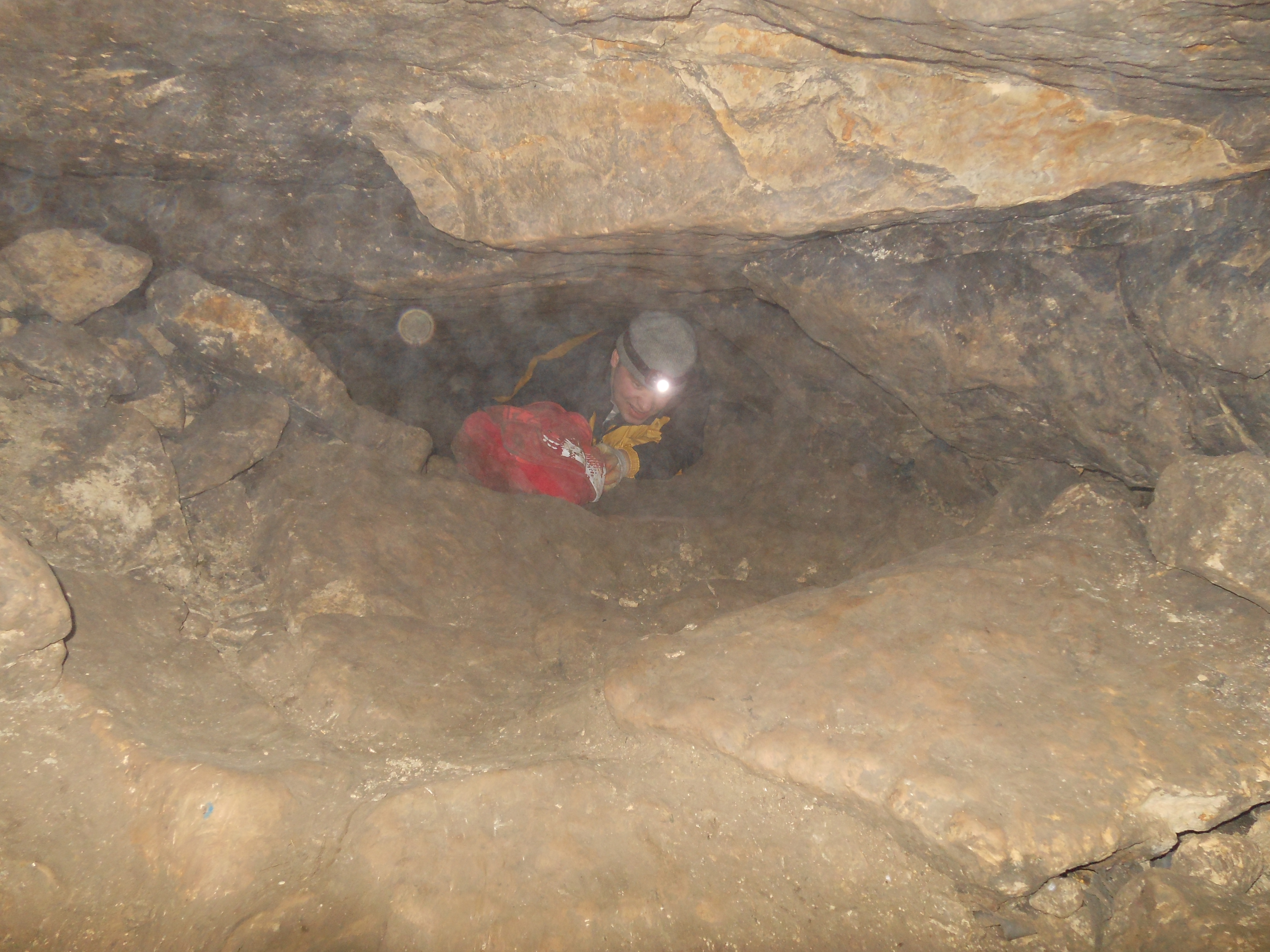
Шкурник, каких в Силикатах много
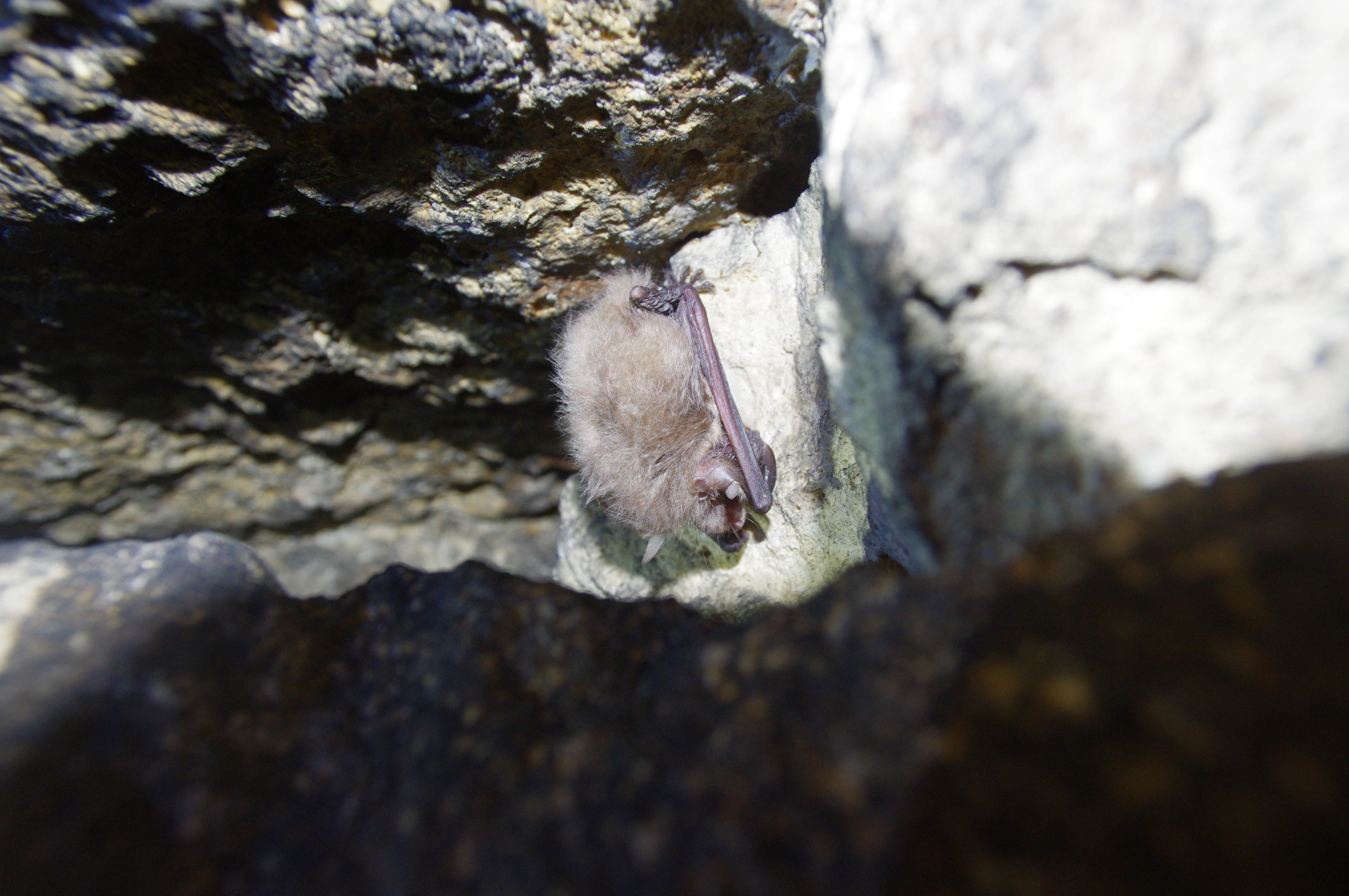
Летучие мыши
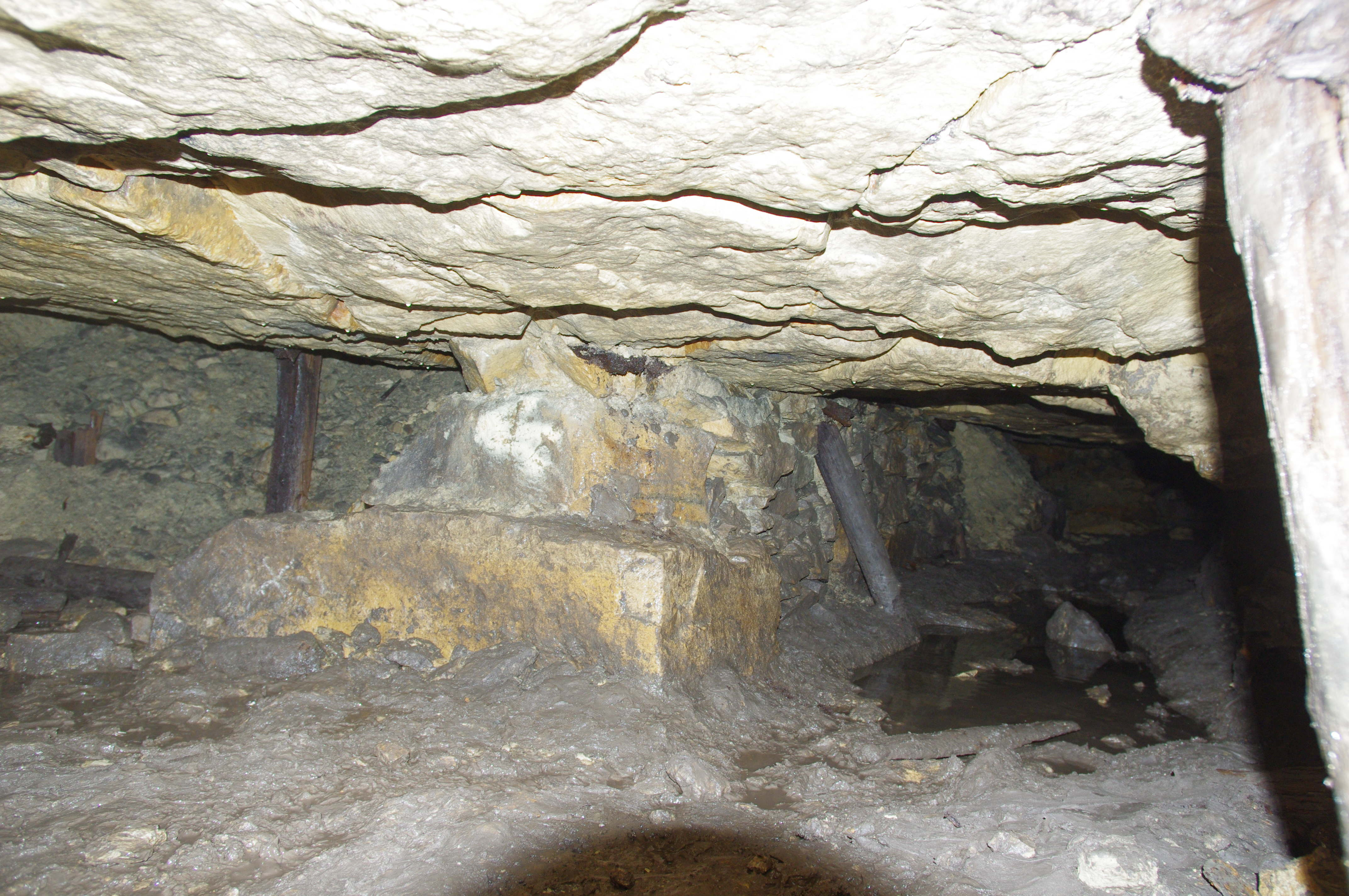
штрек возле Зубов Дракона
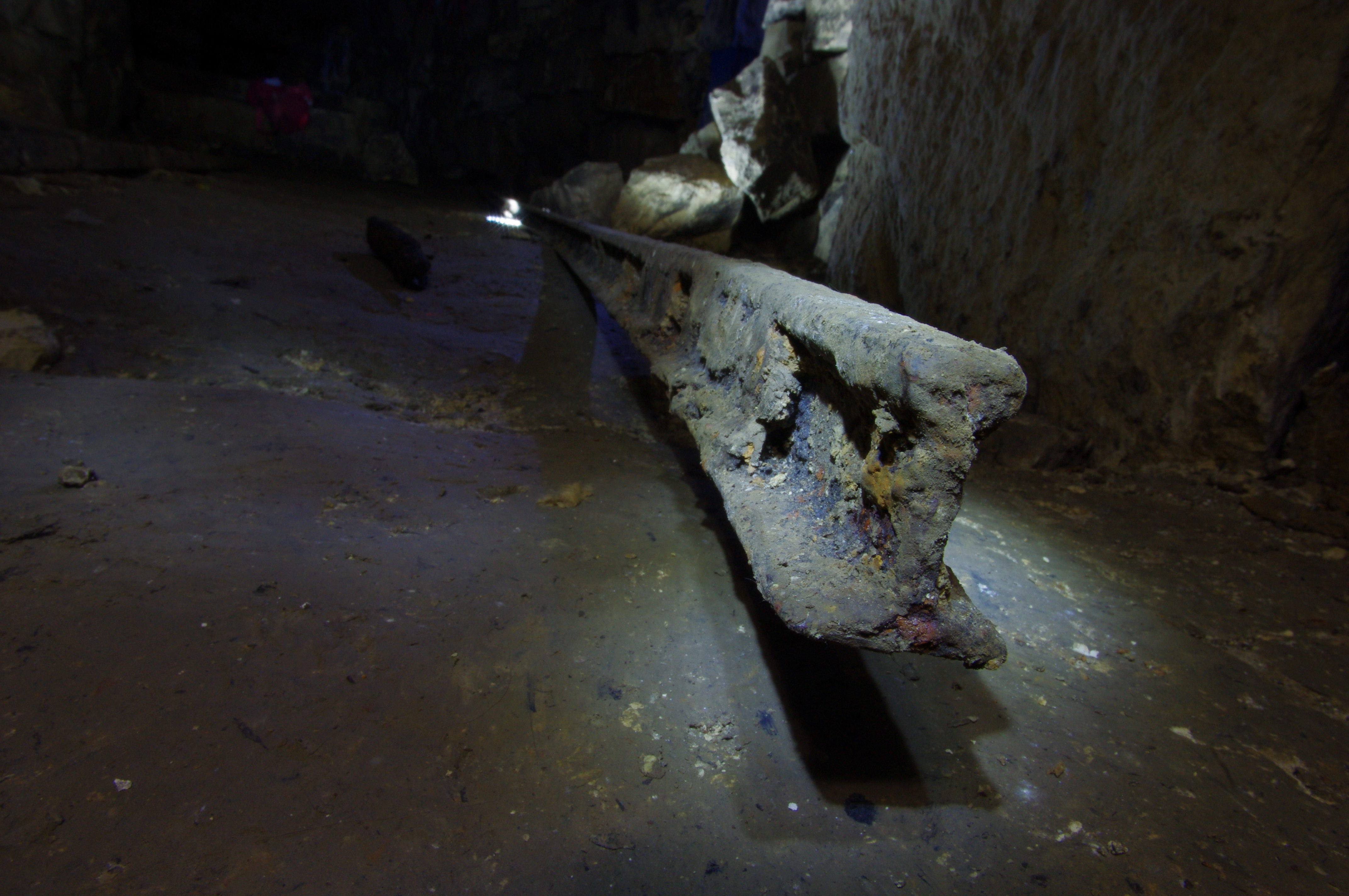
Рельсы в штреке "Метрополитен"
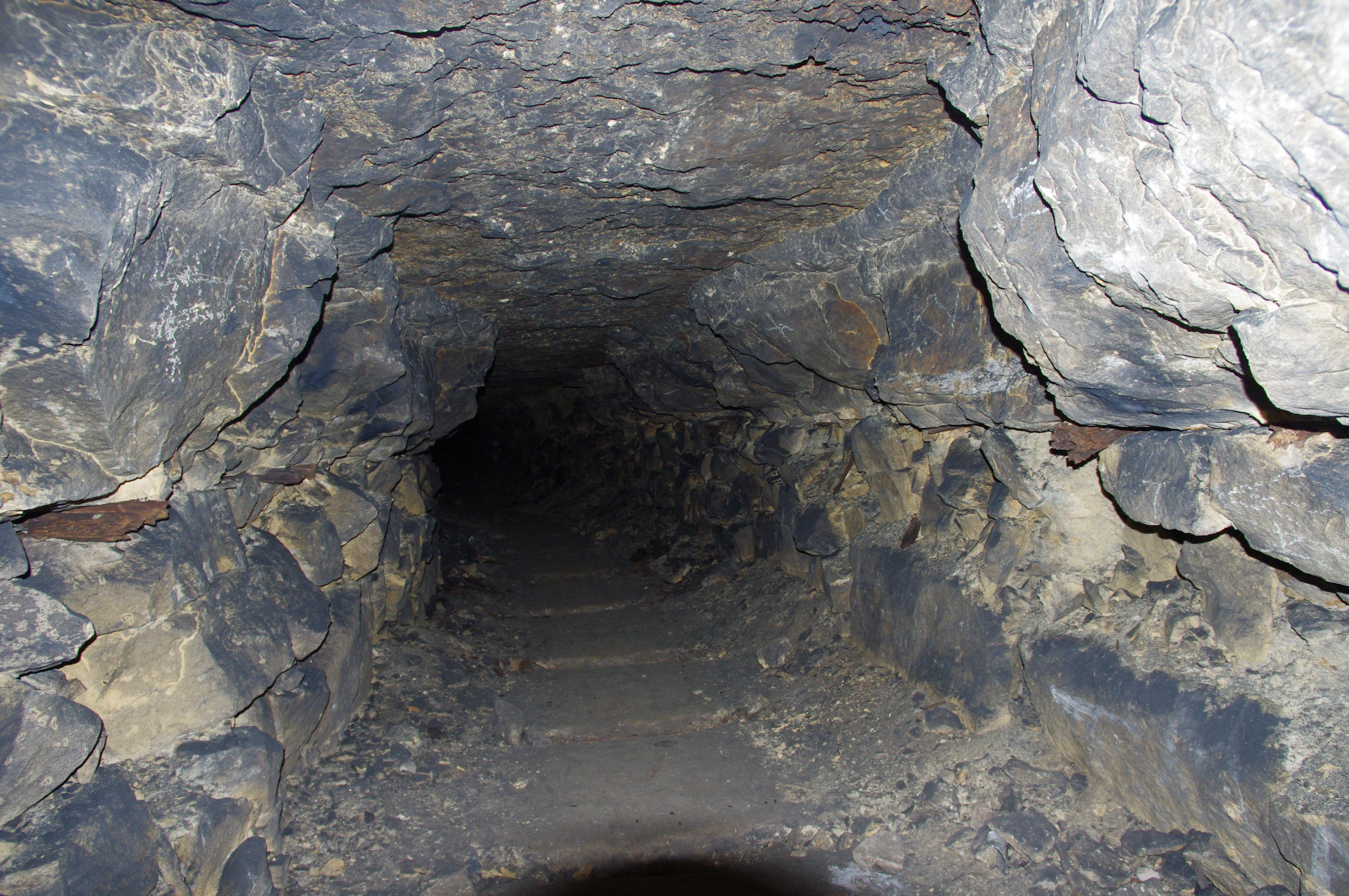
Штрек у отметки 1Д

## См.также
- Подмосковные каменоломни